# Fibrin
Fibrin (latinsko fibra - vlakno) ali faktor Ia je vlaknata beljakovina, ki tvori ogrodje krvnega strdka v procesu strjevanja krvi in sodi med tako imenovane faktorje strjevanja krvi. Nastane po aktivaciji topne beljakovine fibrinogena; aktivacija se zgodi pod vplivom trombina. Iz fibrinogena nastane sprva monomerni fibrin, ki nato polimerizira in tvori zamreženo strukturo, ki predstavlja ogrodje strdka.

## Vloga pri boleznih
Prekomerno nastajanje fibrina vodi do tromboze, medtem ko zmanjšano nastajanje povzroča krvavitve. V prvem primeru prihaja namreč do pospešenega in razširjenega strjevanja krvi, v drugem pa do zaviranja koagulacije.
Bolezni jeter lahko vplivajo na nastajanje fibrina, saj se njegova predstopnja fibrinogen sintetizira v tem organu. Okvarjeni hepatociti ne morejo sintetizirati potrebnih količin fibrinogena in ker primanjkuje fibrinogena je posledično ob krvavitvi tudi fibrina premalo ter koagulacija ni tako učinkovita.
Dedne anomalije fibrinogena se prenašajo na četrtem kromosomu in vplivajo bodisi kvantitativno bodisi kvalitativno na sintezo fibrina in posledično fibrinogena.